# Hochrindl, Albeck
Hochrindl je naselje v Občini Albeck v Okraju Trg na Koroškem v Avstriji.